# SS Panaman
Ne doit pas être confondu avec USS Panama (SP-101).
Le SS Panaman est un cargo construit en 1913 pour l'American-Hawaiian Steamship Company. Au cours de la Première Guerre mondiale, il sert dans les forces armées des États-Unis comme USAT Panaman puis USS Panaman (ID- 3299 ). Vers la fin de sa carrière, il est revendu au gouvernement italien et navigue sous le nom de SS Marcella.